# Штайнбах, Андреас
Андреас Штайнбах (нем. Andreas Steinbach, 7 июля 1965, Душанбе, Таджикская ССР, СССР) — немецкий борец греко-римского стиля. Участник летних Олимпийских игр 1988 и 1992 годов, серебряный призёр чемпионата Европы 1991 года, двукратный бронзовый призёр чемпионата Европы 1989 и 1992 годов.

## Биография
Андреас Штайнбах родился 7 июля 1965 года в Душанбе. В дальнейшем переехал в ФРГ.
Выступал в соревнованиях по греко-римской борьбе за клубы «Лар-Кубах» из Лара и «Шифферштадт», тренировался под началом Франка Хартмана.
В 1983 году завоевал серебряную медаль юниорского чемпионата мира.
В 1988 году вошёл в состав сборной ФРГ на летних Олимпийских играх в Сеуле. Выступал в весовой категории до 90 кг и занял 5-е место. На групповом этапе победил Дуга Кокса из Канады — 16:0 (техническое преимущество), Жана-Баптиста Юмби из Камеруна (пассивность соперника), Мичиала Фоя из США — 15:5 (по очкам), проиграл по очкам Харри Коскеле из Финляндии — 1:2 и Владимиру Попову из СССР — 0:3. Заняв в группе 3-е место, в стыковом поединке за 5-6-е места победил Франца Пицшмана из Австрии (пассивность соперника).
В 1992 году вошёл в состав сборной Германии на летних Олимпийских играх в Барселоне. Выступал в весовой категории до 100 кг и занял 5-е место. На групповом этапе победил Милоша Говедарицу из Югославии — 2:1 (по очкам), Луиса Сандоваля из Панамы — 17:0 (техническое преимущество), Норберта Нёвеньи из Венгрии — 4:1 (по очкам), проиграл по очкам Сергею Демяшкевичу из Объединённой команды — 0:2 и Эктору Милиану с Кубы — 4:10. Заняв в группе 3-е место, в стыковом поединке за 5-6-е места выиграл по очкам у Иона Еремчука из Румынии — 4:2.
Трижды выигрывал медали чемпионата Европы — серебряную в 1991 году, бронзовые в 1989 и 1992 годах.
В 1990 и 1992 годах завоёвывал бронзовые награды Золотого Гран-при и Гран-при Германии.
Завершил карьеру в 1996 году.